# Mob Psycho 100
Mob Psycho 100 (jap. モブサイコ100 Mobu saiko hyaku) – manga autorstwa ONE, publikowana między kwietniem 2012 a grudniem 2017 w magazynie internetowym „Ura Sunday” wydawnictwa Shōgakukan. Od grudnia 2014 seria jest również dostępna online w aplikacji mobilnej „MangaONE”.
Adaptacja w formie telewizyjnego serialu anime została wyprodukowana przez studio Bones. Pierwszy sezon był emitowany między lipcem a wrześniem 2016, drugi  od stycznia do kwietnia 2019, trzeci zaś od października do grudnia 2022. Na podstawie mangi powstał również serial live action, który emitowano od stycznia do kwietnia 2018.
W Polsce prawa do dystrybucji mangi nabyło Studio JG.

## Fabuła
Shigeo Kageyama to przeciętny gimnazjalista o przezwisku Mob, który choć wygląda na niepozorną osobę, w rzeczywistości jest potężnym esperem o ogromnej mocy psychicznej. Aby nie stracić nad nią kontroli, Mob nieustannie żyje w emocjonalnych kajdanach. Pragnąc nauczyć się kontrolować swoje zdolności, pracuje on jako asystent oszusta Arataki Reigena, samozwańczego medium. Mob chce wieść normalne życie, tak jak ludzie wokół niego, ale na jego drodze pojawia się wiele kłopotów. Gdy tłumione emocje powoli w nim narastają, jego moc grozi przekroczeniem granic.

## Bohaterowie
- Shigeo Kageyama (jap. 影山 茂夫 Kageyama Shigeo) / Mob (jap. モブ Mobu)

Seiyū: Setsuo Itō 
Uczeń ósmej klasy i esper o potężnych zdolnościach parapsychicznych. Jego charakterystyczną cechą fizyczną jest fryzura na pazia. Nie jest dobry w rozumieniu sygnałów społecznych i od dzieciństwa rzadko okazywał intensywne emocje, zwykle mając tępy wyraz twarzy. Uważa, że jego moc nie jest zbyt przydatna w życiu codziennym, więc unika jej używania. Mimowolnie tłumi swoje emocje, aby utrzymać kontrolę nad mocą, ale kiedy procent jego skumulowanych uczuć osiągnie 100, jego pełna moc zostaje uwolniona wraz z nimi. Pracuje w poradni duchowej Reigena za 300 jenów za godzinę. Mob posiada również ogromną nieznaną moc zwaną „???%”, która budzi się tylko wtedy, gdy traci przytomność.
- Arataka Reigen (jap. 霊幻 新隆 Reigen Arataka)

Seiyū: Takahiro Sakurai 
Samozwańcze medium duchowe i mentor Moba, który prowadzi tanią firmę konsultacyjną o nazwie „Duchy i tym podobne”. Nie posiada rzeczywistych zdolności parapsychicznych i jest w zasadzie oszustem, wykorzystującym swoją inteligencję i charyzmę do rozwiązywania problemów swoich klientów za pomocą umiejętności, które nazywa „tajnymi technikami”. Chociaż Reigen ma tendencję do stawiania własnego interesu na pierwszym miejscu, wydaje naprawdę troszczyć się o Moba i kazał mu obiecać, że nigdy nie użyje swoich mocy przeciwko innym ludziom.
- Dimple (jap. エクボ Ekubo)

Seiyū: Akio Ōtsuka 
Zwodniczy zły duch klasy wyższej z rumieńcami na policzkach, który może uwolnić pełny potencjał dowolnego ciała, które posiądzie. Nie jest jednak w stanie opętać potężnych esperów bez pozwolenia i nie może przejąć pełnej kontroli nad ich ciałem. Wykazuje również zdolność do hipnotyzowania lub wpływania na duże grupy ludzi. Aby stać się bogiem i być czczonym przez ludzi, opętał człowieka i stworzył własny kult o nazwie LOL. Po porażce stracił większość swoich mocy i przywiązał się do Moba, który uważa go za nieszkodliwego, w nadziei, że pewnego dnia przejmie jego ciało.
- Ritsu Kageyama (jap. 影山 律 Kageyama Ritsu)

Seiyū: Miyu Irino 
Młodszy brat Moba, przystojny siódmoklasista, który jest doskonałym uczniem i członkiem samorządu uczniowskiego. Miał kompleks niższości ze względu na zdolności Moba i przez długi czas ukrywał swoje obsesyjne pragnienie posiadania takich samych mocy. Z czasem rozwinął własne moce psychiczne i stał się dość potężnym esperem, początkowo używając Dimple’a do doskonalenia swoich umiejętności.
- Teruki Hanazawa (jap. 花沢 輝気 Hanazawa Teruki)

Seiyū: Yoshitsugu Matsuoka 
- Shinji Kamuro (jap. 神室真司 Kamuro Shinji)

Seiyū: Kōji Yusa 
- Shou Suzuki (jap. 鈴木 将 Suzuki Shō)

Seiyū: Sachi Kokuryu 
- Tome Kurata (jap. 暗田 トメ Kurata Tome)

Seiyū: Atsumi Tanezaki 
- Tenga Onigawara (jap. 鬼瓦天牙 Onigawara Tenga)

Seiyū: Yoshimasa Hosoya 
- Ichi Mezato (jap. 米里イチ Mezato Ichi)

Seiyū: Ayumi Fujimura 
- Tsubomi Takane (jap. 高嶺ツボミ Takane Tsubomi)

Seiyū: Uki Satake 
- Musashi Goda (jap. 郷田武蕨 Gōda Musashi)

Seiyū: Toshihiko Seki 

## Manga
Pierwszy rozdział mangi ukazał się 18 kwietnia 2012 w magazynie internetowym „Ura Sunday” wydawnictwa Shōgakukan, a od grudnia 2014 była publikowana także w aplikacji mobilnej „MangaONE”. Jej ostatni rozdział ukazał się 22 grudnia 2017. Seria została również opublikowana w 16 tankōbonach, wydanych między 16 listopada 2012 a 19 lipca 2018.
19 lipca 2024 wydanie mangi w edycji 2w1 zapowiedziało Studio JG, premiera odbyła się zaś 8 listopada tego samego roku.
| Nr | Język japoński       | Język japoński         | Język polski     | Język polski           |
| Nr | Data wydania         | ISBN                   | Data wydania     | ISBN                   |
| -- | -------------------- | ---------------------- | ---------------- | ---------------------- |
| 1  | 16 listopada 2012    | ISBN 978-4-09-124102-3 | 8 listopada 2024 | ISBN 978-83-8257-576-7 |
| 2  | 18 lutego 2013       | ISBN 978-4-09-124252-5 | 8 listopada 2024 | ISBN 978-83-8257-576-7 |
| 3  | 18 czerwca 2013      | ISBN 978-4-09-124338-6 | 28 marca 2025    | ISBN 978-83-8257-689-4 |
| 4  | 18 lipca 2013        | ISBN 978-4-09-124397-3 | 28 marca 2025    | ISBN 978-83-8257-689-4 |
| 5  | 18 grudnia 2013      | ISBN 978-4-09-124543-4 | 9 lipca 2025     | ISBN 978-83-8257-762-4 |
| 6  | 16 maja 2014         | ISBN 978-4-09-124682-0 | 9 lipca 2025     | ISBN 978-83-8257-762-4 |
| 7  | 18 lipca 2014        | ISBN 978-4-09-125129-9 | —                |                        |
| 8  | 17 października 2014 | ISBN 978-4-09-125476-4 | —                |                        |
| 9  | 12 lutego 2015       | ISBN 978-4-09-125748-2 | —                |                        |
| 10 | 4 sierpnia 2015      | ISBN 978-4-09-126328-5 | —                |                        |
| 11 | 4 grudnia 2015       | ISBN 978-4-09-126676-7 | —                |                        |
| 12 | 17 czerwca 2016      | ISBN 978-4-09-127310-9 | —                |                        |
| 13 | 19 sierpnia 2016     | ISBN 978-4-09-127373-4 | —                |                        |
| 14 | 19 kwietnia 2017     | ISBN 978-4-09-127592-9 | —                |                        |
| 15 | 19 października 2017 | ISBN 978-4-09-127819-7 | —                |                        |
| 16 | 19 lipca 2018        | ISBN 978-4-09-128460-0 | —                |                        |

### Spin-off
Spin-off mangi, zatytułowany Reigen, ukazywał się w magazynie internetowym „Ura Sunday” i aplikacji mobilnej „MangaONE” od 19 marca 2018 do 19 lutego 2019.

### Inne
17 listopada 2022 ukazał się fanbook. Zawiera on szczegółowe informacje o serii, jej postaciach, fabule i miejscu akcji. Zawarte w nim są również ilustracje różnych mangaków, w tym Hiromu Arakawy, Kotoyamy, Takako Shimury, Nagano, Ryōji Minagawy i Itaru Bonnokiego.

## Anime
2 grudnia 2015 redakcja magazynu „Ura Sunday” podała do wiadomości, że manga Mob Psycho 100 zostanie zaadaptowana na telewizyjny serial anime. Seria została wyprodukowana przez studio Bones i wyreżyserowana przez Yuzuru Tachikawę. Scenariusz napisał Hiroshi Seko, postacie zaprojektował Yoshimichi Kameda, a muzykę skomponował Kenji Kawai. Anime było emitowane między 12 lipca a 27 września 2016 w stacji Tokyo MX, a później również w ytv, BS Fuji i TV Asahi Channel 1.
W październiku 2017 zapowiedziano odcinek OVA zatytułowany Mob Psycho 100 Reigen ~Shirarezaru kiseki no reinōryokusha~ (jap. モブサイコ100 REIGEN ～知られざる奇跡の霊能力者～). Jest to 60-minutowa kompilacja serialu anime zawierająca nowe sceny skupiające się na postaci Arataki Reigena. Odcinek został wyświetlony dwukrotnie 18 marca 2018 w Amfiteatrze Maihama w Chibie, a następnie wydany na Blu-ray/DVD. Ogłoszono także powstanie drugiego sezonu anime, który był emitowany od 7 stycznia do 1 kwietnia 2019.
Po zakończeniu emisji drugiego sezonu zapowiedziano kolejny odcinek OVA w reżyserii Yuzuru Tachikawy. OVA, zatytułowana Mob Psycho 100: Dai ikkai rei toka sōdansho ian ryokō ~Kokoro mitasu iyashi no tabi~ (jap. モブサイコ100 第一回霊とか相談所慰安旅行~ココロ満たす癒やしの旅~) została wydana 25 września 2019.
19 października 2021 ogłoszono, że trzeci sezon jest w produkcji. Za reżyserię odpowiada Takahiro Hasui, rolę głównego reżyseria pełni zaś Yuzuru Tachikawa. Główna obsada i personel powrócili do prac nad serialem. Jego emisja rozpoczęła się 6 października i zakończyła 22 grudnia 2022.
Prawa do streamingu serii nabył Crunchyroll. W Polsce anime dostępne jest także za pośrednictwem serwisu Canal+ online.

### Ścieżka dźwiękowa
| Seria          | Odcinki      | Tytuł                                              | Wykonawcy                     | Źródło   |
| Czołówka       | Czołówka     | Czołówka                                           | Czołówka                      | Czołówka |
| -------------- | ------------ | -------------------------------------------------- | ----------------------------- | -------- |
| 1              | 1–12         | „99”                                               | Mob Choir                     | [ 46 ]   |
| 2              | 1–13         | „99.9”                                             | Mob Choir feat. sajou no hana | [ 47 ]   |
| 3              | 1–12         | „1”                                                | Mob Choir                     | [ 48 ]   |
| Napisy końcowe |              |                                                    |                               |          |
| 1              | 1–12         | „Refrain Boy” (jap. リフレインボーイ Rifurein bōi) | ALL OFF                       | [ 46 ]   |
| 2              | 1, 7         | „Gray” (jap. グレイ Gurei)                         | sajou no hana                 | [ 49 ]   |
| 2              | 2–6, 8–12    | „Memosepia” (jap. メモセピア)                      | sajou no hana                 | [ 49 ]   |
| 2              | 5            | „Mabuta no ura” (jap. 目蓋の裏)                    | sajou no hana                 | [ 50 ]   |
| 2              | 13           | „Ikiru hitobito” (jap. いきるひとびと)             | sajou no hana                 | [ 49 ]   |
| 3              | 1–3, 5, 7–12 | „Cobalt”                                           | Mob Choir                     | [ 48 ]   |
| 3              | 4, 6         | „Exist”                                            | Mob Choir                     | [ 51 ]   |

## TV drama
12-odcinkowy dramat telewizyjny był emitowany w stacji TV Tokyo od 18 stycznia do 5 kwietnia 2018.

## Odbiór
W 2017 roku seria zdobyła 62. nagrodę Shōgakukan Manga w kategorii shōnen. Do lipca 2016 manga sprzedała się w nakładzie ponad 1,2 mln egzemplarzy.